# Moraine
Moraine é uma cidade localizada no estado norte-americano de Ohio, no Condado de Montgomery.

## Demografia
Segundo o censo norte-americano de 2000, a sua população era de 6897 habitantes.
Em 2006, foi estimada uma população de 6595, um decréscimo de 302 (-4.4%).

## Geografia
De acordo com o United States Census Bureau tem uma área de
24,2 km², dos quais 23,5 km² cobertos por terra e 0,7 km² cobertos por água.

## Localidades na vizinhança
O diagrama seguinte representa as localidades num raio de 8 km ao redor de Moraine.